# Paul Werner Hoppe
Pour les articles homonymes, voir Hoppe.
Paul Werner Hoppe (né le 28 février 1910 à Berlin et mort le 15 juillet 1974 à Bochum) est un officier SS allemand et commandant de camps de concentration.

## Biographie
Paul Werner Hoppe adhère au NSDAP avec le numéro de membre 1 596 491 et rejoint la SS en 1933 (membre no 116 695). Il épouse en 1936 Charlotte Baranowski, fille du commandant de camp Hermann Baranowski.
Hoppe est affecté à l'inspection des camps de concentration (IKL), sous les ordres de l'Obergruppenführer SS Theodor Eicke. Il contribue fortement à aider Eicke dans la création de la 3e Panzerdivision SS Totenkopf à l'automne 1939. En avril 1941, Hoppe reçoit le commandement d'une compagnie d'infanterie. Il est sévèrement blessé au printemps 1942, au cours d'affrontements avec l'Armée rouge près du lac Ilmen dans la poche de Demiansk, au sud de Léningrad.
Après sa convalescence, Hoppe est affecté aux unités à tête de mort SS-Totenkopfverbände et envoyé à Auschwitz comme chef du détachement de gardes, en juillet 1942. Il est recommandé au poste de commandant du camp de concentration du Stutthof, près de Dantzig, par le Gruppenführer Richard Glücks, successeur de Eicke à l'IKL. Cette nomination est approuvée, ainsi qu'une promotion au grade de SS-Sturmbannführer, et Hoppe arrive à Stutthof en septembre 1942.
Lorsque les Soviétiques progressent vers l'ouest, Albert Forster, Gauleiter et Reichsstatthalter du Reichsgau de Dantzig-Prusse Occidentale, et Fritz Katzmann, chef de la police de la 20e région militaire, décident d'évacuer le camp de Stutthof. L'ordre d'évacuation Einsatzbefehl no 3 est signé par Hoppe le 25 janvier 1945. L'évacuation est mise en œuvre par le SS-Hauptsturmfuhrer Teodor Meyer. La destination de cette « marche de la mort » est un sous-camp près de Lauenburg en Poméranie, à environ 140 km au sud-ouest de Stutthof.
Après l'évacuation de masse, Hoppe devient commandant du camp de Wöbbelin, un camp temporaire établi pour accueillir les prisonniers provenant des camps regagnés par l'Armée rouge. Wöbbelin n'a fonctionné que du 12 février 1945 au 2 mai 1945, avant d'être libérée par l'armée américaine.
Hoppe est capturé par les Britanniques en avril 1946 dans le Holstein. Il est envoyé au camp de prisonniers 165 à Watten, dans le comté de Caithness en Écosse d'août 1947 à janvier 1948, puis au camp de Fallingbostel, en Basse-Saxe, dans la zone d'occupation britannique.
Alors qu'il attendait son extradition vers la Pologne, Hoppe parvient à s'échapper. Il gagne la Suisse où il travaille comme jardinier-paysagiste sous une fausse identité pendant trois ans avant de regagner la RFA. Il est arrêté par les autorités ouest-allemandes le 17 avril 1953 à Witten. Il est jugé comme complice de meurtre en 1955. En appel, le 4 juin 1957, la cour de Bochum le condamne à neuf années d'emprisonnement. Il est libéré en 1960.

## Ouvrage
(en) Charles W. Sydnor, Jr., Soldiers of Destruction : The SS Death's Head Division 1933-1945, Princeton University Press, 1990, 392 p. (ISBN 978-0-691-00853-0, lire en ligne)